# برج استرلینگ
برج استرلینگ (به انگلیسی: Sterling Tower) یک آسمان‌خراش در کانادا است که در انتاریو واقع شده‌است.